# 两蒋

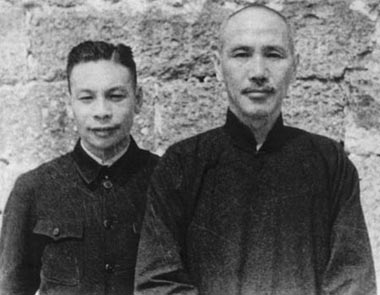
蔣中正（右）和蔣經國（左）父子

两蒋，即蔣中正和蔣經國父子，兩人皆曾擔任中華民國總統，也都是中國國民黨籍，分別擔任過中國國民黨總裁和中國國民黨主席。蒋氏父子是自1928年东北易帜至1988年蒋经国去世期间中华民国的实际最高统治者。

## 简介

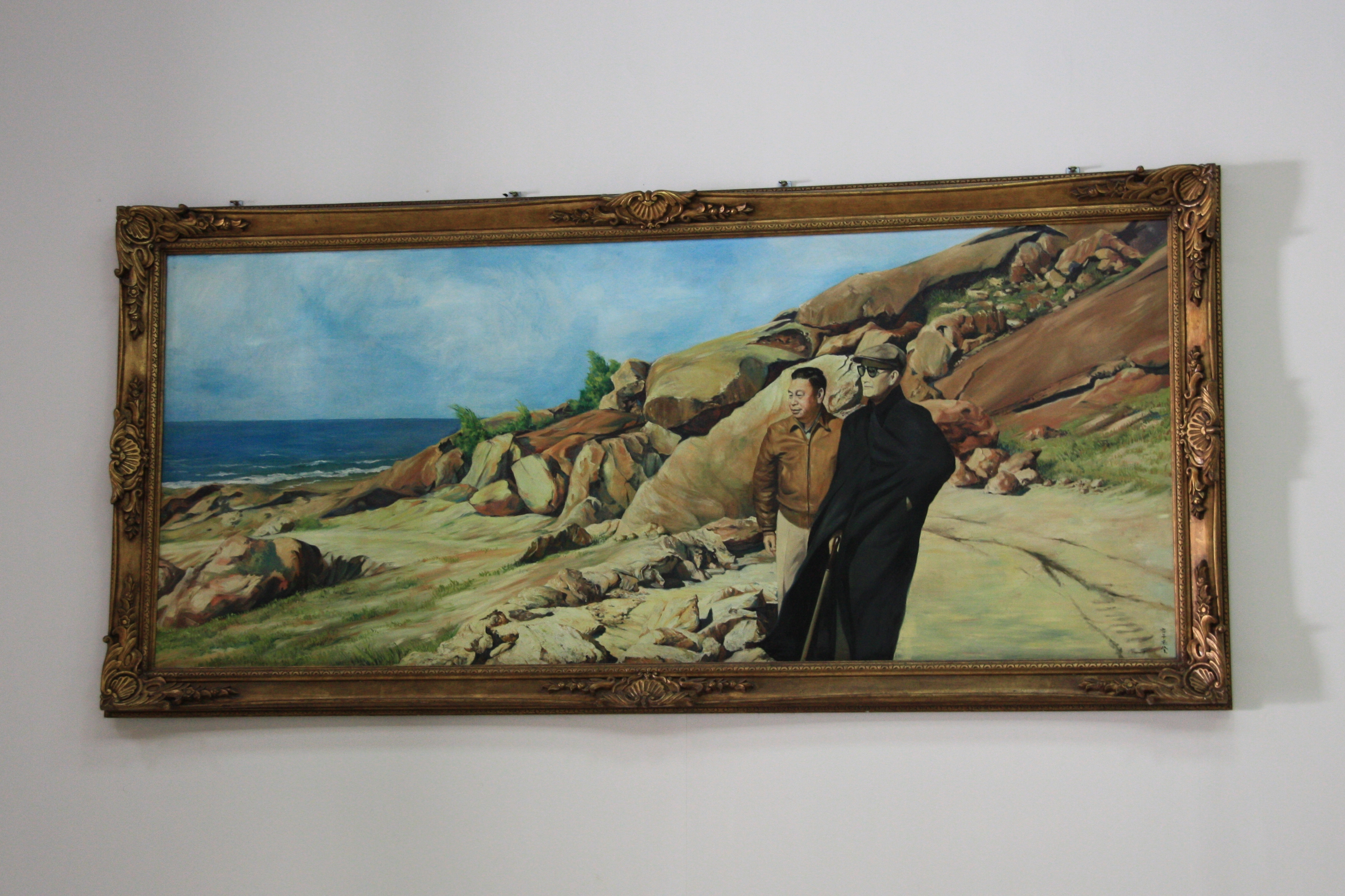
登金門太武山遠眺大陸故土的兩蔣父子紀念畫（中正紀念堂典藏）

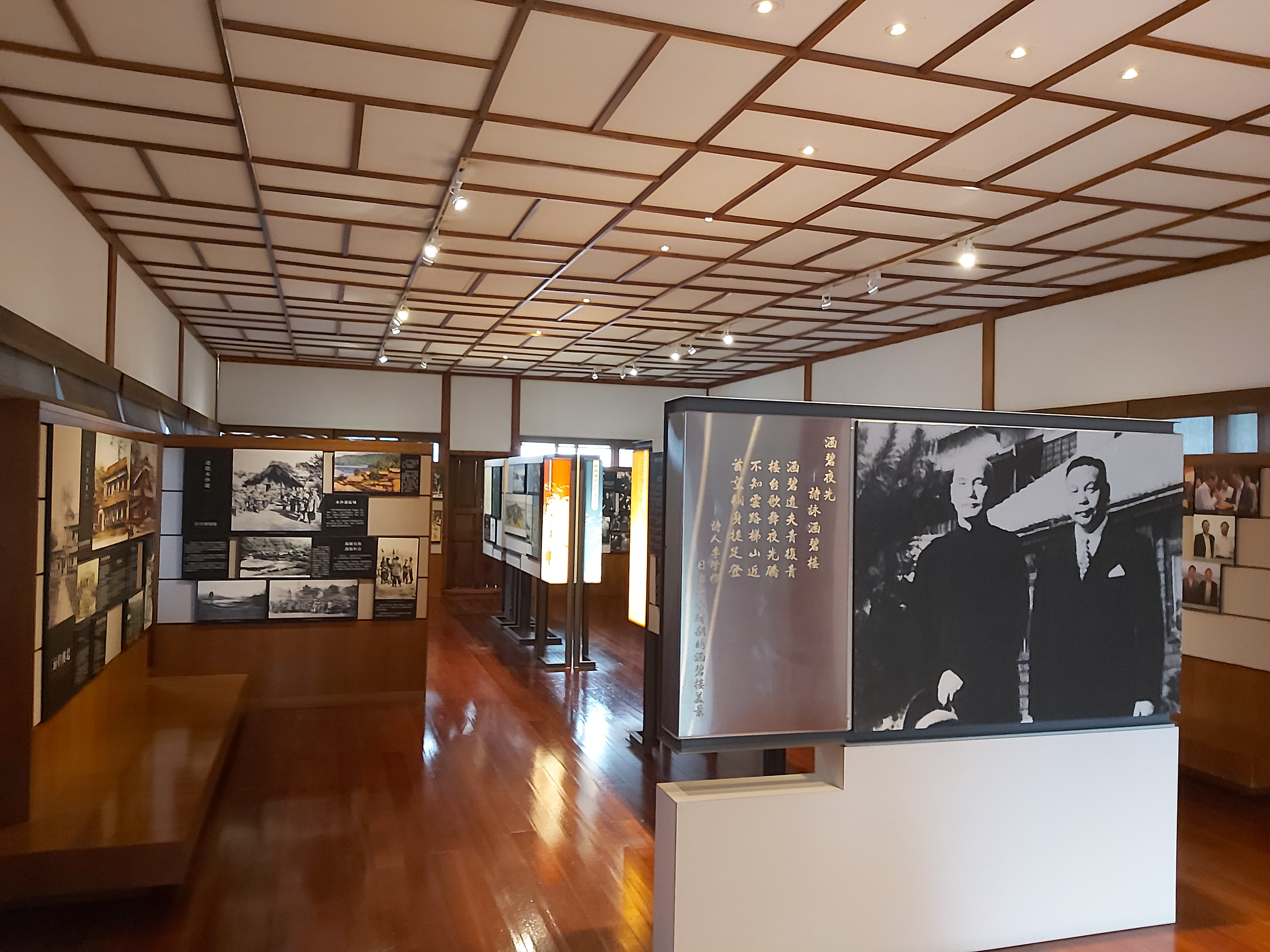
涵碧樓紀念館展廳入口正中陳展的兩蔣形象（圖右）。

蒋中正领导国民革命军北伐统一中国后，曾主政中華民國，建立國民政府，首都南京，其任內有黃金十年的創舉。担任国民政府军事委员会委员长统率国民革命军，领导中国八年抗日战争，是第二次世界大战同盟国中国战区统帅。但在第二次国共内战中失利，中華民國政府退守台灣，為抵禦中共的武力意圖，在台湾施行戒严统治。
蒋经国在父亲逝世后，掌握中華民國党、政、军三大治权。执政早期持續戒严统治，与其父政策一脉相承，拒絕中國大陸方面所提出的統一談判。执政最后一年开放党禁报禁、確立反共與「革新保台」路線，表明「我在台灣住了將近40年了，已經是台灣人了。」反過來對抗中共統戰攻勢。他是台湾工业经济等各领域现代化的奠基人，开启了台湾的本土化、民主化，奠定了台湾自由经济、民主政治的基础。
以“兩蔣”為軸心的蔣中正家族，演變為自清朝推翻後華人世界近現代最大的“嫡系政治”。兩蔣父子先後為黨國最高領導人，出生地相同，故中華民國政府在蔣經國去世前又有“蔣家王朝”的詬病，是中國從兩千多年皇朝封建傳位統治過渡到現代共和民主政治的最有代表性家族集團，而這種過渡又率先在台灣實現。

## 相关地名事物
“两蒋”一词经常用于地名事物名，也经常出现在学术研究和通俗著作中，代表例子有：
- 兩蔣文化園區：位於台湾桃園市大溪區，範圍包括慈湖陵寢、慈湖紀念雕塑公園、後慈湖、經國紀念館（原大溪遊客中心）、大溪陵寢、角板山行館、角板山公園、大溪中正公園及大溪公會堂[7]。
- 《两蒋日记》：存放於美国加州斯坦福大学胡佛研究所，为研究近代史之重要文献文物[8][9]。
- 《两蒋父子档案解密》：纪录片。